# Laubenheim (Moguncja)
Laubenheim, Mainz-Laubenheim – okręg administracyjny Moguncji, w Niemczech, w kraju związkowym Nadrenia-Palatynat. W czerwcu 2024 roku okręg zamieszkiwały 9203 osoby.